# 湛江红树林国家级自然保护区
21°33′42.05″N 109°45′12.43″E / 21.5616806°N 109.7534528°E
湛江红树林国家级自然保护区位于广东省湛江市，沿湛江市（雷州半岛）的海岸线分布。是中国“红树林面积最大、种类较多、分布较集中的森林与湿地类型的自然保护区”，以“红树林资源、滩涂和栖息于林内的野生动物及相关的生物资源”为保护对象:35。
保护区始设于1990年，1997年晋升为国家级自然保护区。2002年，列入拉姆萨国际重要湿地名录。保护区总面积20278.8hm²，含7242hm²的红树林。红树林面积分别占中国、广东省红树林面积的33%和78%:35。其中，高桥红树林为湛江红树林国家级保护区之重要组成部分。高桥红树林为国际湿地，为红树林及其它海生生物提供良好的栖息环境。近年来，开始建设生态旅游景区，让人们认识红树林、认识自然、亲近自然、与自然和谐共处提供一场所。